# Kadov (okres Znojmo)
Obec Kadov (německy Kodau) se nachází v okrese Znojmo v Jihomoravském kraji. Žije zde 147 obyvatel.

## Historie
První písemná zmínka o vesnici pochází z roku 1235.
Do roku 2014 zastávala funkci starosty Marie Vodičková, od roku 2014 vykonává funkci starosty Roman Sobol.

## Pamětihodnosti
- Kostel svatého Filipa a Jakuba
- Boží muka
- Socha svatého Jana Nepomuckého na návsi
- Západně od vesnice leží přírodní památka Kadovská skála.